# Búp bê truyền thống Nhật Bản
Những con búp bê Nhật Bản là một nét đặc trưng trong văn hoá nghệ thuật của đất nước Nhật Bản. Nó bao gồm nhiều loại, đặc biệt là búp bê truyền thống. Búp bê Nhật Bản có niên đại từ các bức tượng Dogū của Thời kỳ Jomon và các hình nhân Haniwa. Các búp bê Nhật Bản thường được gọi là  Ningyo  (人形).

## Các loại
- Búp bê Kokeshi: đây là một trong những loại búp bê nổi tiếng nhất xứ sở phù tang. Búp bê Kokeshi bao gồm nhiều loại, tính đến nay đã có 11 loại Kokeshi khác nhau. Kokeshi bao gồm nhiều hình dạng, từ hình dạng của các bé gái đến các bé trai và một số hình dáng khác như các nhân vật cổ tích,... Nhiều người nói rằng nếu trẻ em chơi với con búp bê này thì sẽ bảo vệ ngôi nhà khỏi hoả hoạn.
- Búp bê Hina: đây là loại búp bê được dùng trong Hinamatsuri. Đây là loại búp bê đại diện cho các bé gái.
- Búp bê Teru Teru Bozu: đây là một loại búp bê được xuất hiện từ thời kỳ Edo, trẻ em dùng nó để cầu mưa hoặc cầu nắng.
- Búp bê Gogatsu: là loại búp bê dành riêng cho các bé trai. Búp bê Gogatsu của bé trai mô phỏng theo hình các nhân vật lịch sử Nhật Bản.
- Búp bê Daruma: loại búp bê mô phỏng theo Bồ Đề Đạt Ma. Búp bê này là một loại bùa may mắn của người dân Nhật Bản.
- Búp bê Gosho: là loại búp bê đại diện cho trẻ em. Loại búp bê này mô phỏng các bé trai đang ở trần, và các mảnh trang phục nhỏ.
- Búp bê Musha: đây cũng là loại búp bê dành riêng cho các bé trai. Loại búp bê này thường được trưng bày trong ngày bé trai.
- Búp bê Washi Ningyo: đây là loại búp bê làm từ giấy washi.
- Búp bê Karakuri: dạng nửa búp bê, nửa người máy. Thường được dùng trong các buổi tiệc trà.
- Búp bê Shikishi Ningyo: loại búp bê này làm từ các tấm bìa màu. Búp bê này được chế tác khá cầu kỳ và dày.
- Búp bê Anesama Ningyo: búp bê này được chế tác với tóc giả, trang phục bằng giấy bản và không vẽ mặt.
- Búp bê Shiori Ningyo: loại búp bê này được dùng để đánh dấu trang sách.
- Búp bê Kimekomi: được trạm từ gỗ cây liễu và trang trí với các mảnh trang phục nhỏ.
- Búp bê Okiagari Koboshi: Búp bê này làm từ giấy bồi. Nó được coi là vật mang lại may mắn
- Búp bê Bunraku: loại rối (hoặc búp bê) này được dùng chủ yếu trong các sân khấu kịch nghệ hiện đại.
- Búp bê Hakata: đây là loại búp bê tinh xảo nhất Nhật Bản. Hình ảnh chính để các nghệ nhân làm là các thiếu nữ.
- Búp bê Ichimatsu: búp bê này có một vinh dự đặc biệt, tượng trưng cho tình hữu nghị giữa đất nước Nhật Bản và Mỹ. Búp bê này tượng trưng cho các bé trai hoặc các bé gái. Búp bê này còn gọi là Friendship Doll (tạm dịch: Búp bê tình bạn)